# Samsung SCH-U700
El Samsung SCH-u700/u550 (más conocido como Samsung Gleam) es un teléfono móvil 3G EV-DO disponible en los Estados Unidos. Las características del teléfono incluyen Bluetooth, reproductor de MP3, reproductor de video, grabación y mensajería. Viene en negro con lados azules, dorados y morados.

## Mensajería
El Samsung SCH-U700 contiene muchos tipos de funciones de mensajería, incluidos SMS, EMS y MMS. Este teléfono también tiene soporte para correo electrónico y mensajería instantánea (IM). Los servicios de mensajería instantánea que admite el teléfono son AOL Instant Messenger, Windows Live Messenger y Yahoo! Messenger. El dispositivo SCH-U700 contiene la versión 2.0.1.34 de Mobile IM.

## Conectividad
El Samsung SCH-U700 contiene conectividad Bluetooth. El teléfono puede conectarse a una computadora a través de un cable USB. También puede conectarse a través del Protocolo de aplicaciones inalámbrica (WAP) y contiene una versión HTML de un navegador de Internet.

## Funciones y aplicaciones importantes

### Gestión de información personal
Este teléfono contiene funciones para administrar información personal. Estas características incluyen un calendario, un programador, una lista de tareas pendientes y una alarma. La lista de contactos de este teléfono puede contener hasta 500 entradas.

### Herramientas
El Samsung SCH-U700 contiene otras funciones, como un reloj de hora mundial, un conversor de unidades, un conversor de divisas, una calculadora, un bloc de notas y un cronómetro.

### Otras características
Este teléfono contiene un reproductor de música, una biblioteca de música, un fondo de pantalla de video, mensajería de video, grabación de video, reproducción de video, impresión móvil, notas de voz y correos de voz, altavoz, comandos de voz y memoria externa. La memoria externa se puede insertar en el teléfono a través de una tarjeta microSD.

## Recepción
Kent German de CNET le dio a la variante SCH-u550 3 de 5 estrellas, destacando positivamente su compatibilidad con 3G y Bluetooth estéreo, pero criticando su diseño «aburrido», controles de medios «mal diseñados» y experiencia multimedia «decepcionante» que indica en la línea de fondo. «El Samsung SCH-U550 no ofrece el rendimiento ni el diseño que esperaríamos de un teléfono celular 3G de Verizon Wireless». PhoneArena fue un poco más positivo, le dio al u550 un 7 sobre 10, elogió su «excelente calidad de llamada», su soporte para tarjetas microSDHC de hasta 8 GB y sus temas personalizables, pero criticó la «pequeña» pantalla externa del teléfono, el altavoz mono y el navegador WAP que, según ellos, «tiene problemas al mostrar sitios HTML grandes».
La variante SCH-u700 fue recibida de manera más positiva por CNET, que le otorgó 3.5 de 5 estrellas, citando su diseño atractivo, su hermosa pantalla interna y su buena calidad de llamadas y música, pero mencionando negativamente su calidad de video y llamadas «promedio», su altavoz y marcación por voz que «no funcionan bien en ambientes ruidosos».